# Hama (stad)
Hama (Arabisch: حماه, Aramees: ܚܡܬ, Ḥamath) is een stad in Syrië, ten noorden van Damascus. De stad heeft ongeveer 700.000 inwoners (2009) en is de hoofdstad van het gelijknamige gouvernement.

## Geschiedenis
Hama heeft talloze culturen gekend, zoals die van de Hettieten, de Assyriërs, de Arameeërs, de Romeinen en de Arabieren.

### Opstand tegen de Fransen in 1925
Op 4 oktober 1925 kwamen de Syriërs in Hama in opstand tegen de Franse koloniale macht. De leiding was in handen van de gendarme Fazwi al-Qawukji. De Fransen reageerden snel en de stad werd beschoten met artillerie en gebombardeerd vanuit de lucht. De opstand werd de kop in gedrukt ten koste van enkele honderden doden aan Syrische kant.

### Opstand tegen de Fransen in 1945
Een dispuut over wie het plaatselijke treinstation controleerde, de Franse koloniale bezettingsmacht of de Syriërs, escaleerde en op 27 mei 1945 omsingelden gewapende Syriërs een Franse militaire colonne en namen Franse militaire voertuigen en artillerie in beslag. De Fransen reageerden door de stad te bombarderen en te beschieten met mortieren en machinegeweren. In totaal kwamen tachtig mensen om het leven.

### Bloedbad van Hama
Op 2 februari 1982 had een van de zwartste pagina's van de moderne Syrische geschiedenis plaats in Hama. Hama was een bolwerk van Moslimbroeders, die tegen het socialistische Ba'athregime waren. Onder leiding van Hafiz al-Assad werd de vervolging van die Moslimbroeders ingesteld. Dit leidde tot een opstand, die bloedig de kop werd ingedrukt in Hama. Schattingen over het aantal doden lopen uiteen van 10.000 (correspondent Robert Fisk, die ter plaatse was), via 25.000 (Amnesty International) tot 48.000 (cijfer genoemd door de Moslimbroeders).

### Syrische opstand (begin jaren 2010)
Vanaf 2011 was er sprake van hardhandig optreden van regeringstroepen tegen volksopstanden, ditmaal onder leiding van Assads zoon Bashar al-Assad. In heel Syrië vonden protesten plaats als onderdeel van de 'Arabische Lente'. In mei en augustus trokken tanks Hama binnen en zouden er honderden doden zijn gevallen bij het neerslaan van de protesten daar. Sinds 2012 werden hevige gevechten geleverd tussen (met name alawitische) regeringstroepen en (met name soennitische salafistische en wahabistische) rebellen in Hama.
Op 30 november 2024 startten rebellen van Hayat Tahrir al-Sham (HTS) een nieuw offensief tegen de regeringstroepen. Op 5 december 2024 namen ze de stad in.

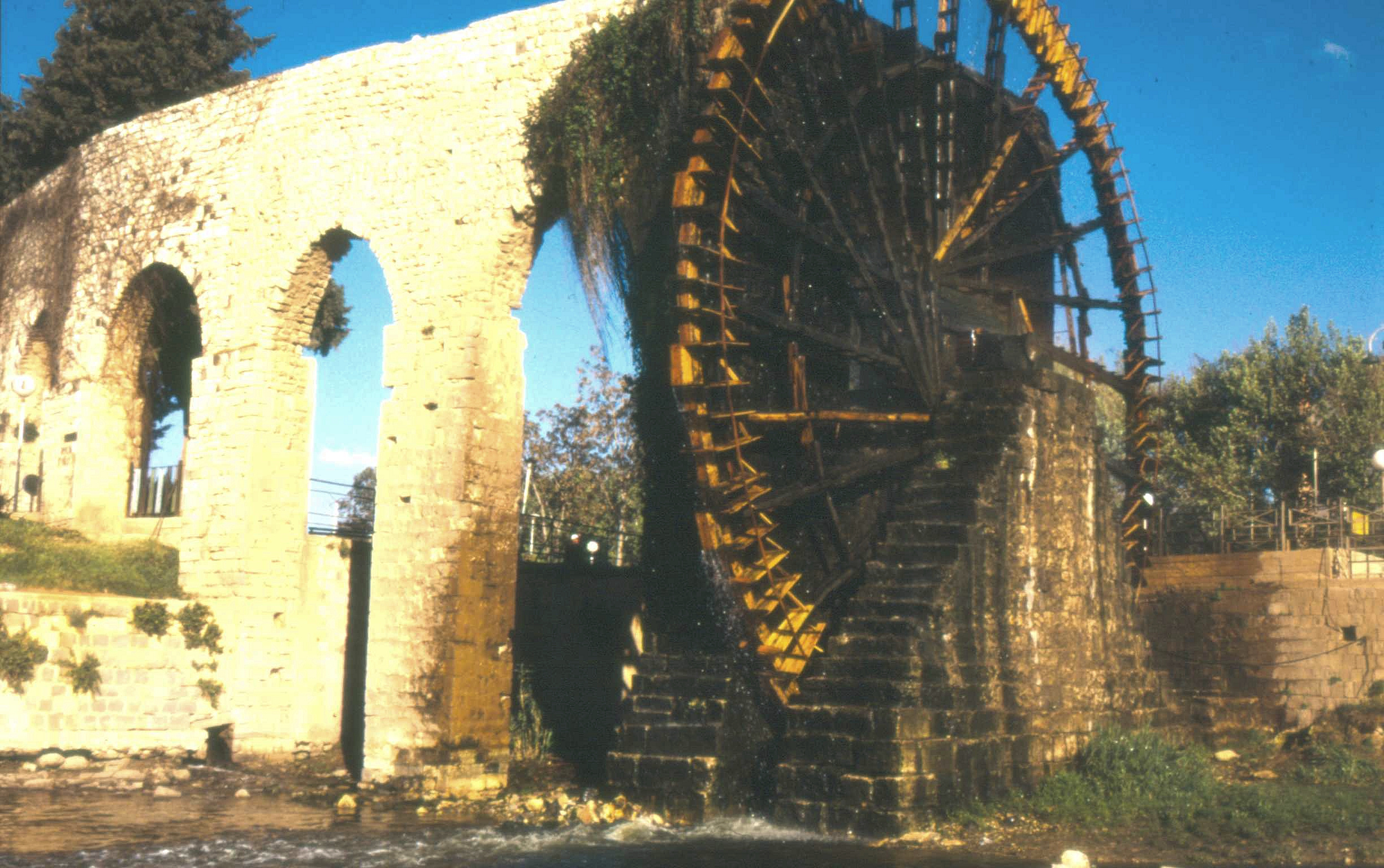
Waterraderen in de Orontes

## Toerisme
Hama is beroemd om zijn waterraderen die in de Orontes staan. De stroming van de rivier brengt het rad in beweging. Tegelijk wordt het water uit de rivier opgeschept en boven in het aquaduct geworpen. Op mozaïeken in het nieuwe museum is te zien dat al in de 5e eeuw raderen werden gebruikt. De huidige raderen zijn ontworpen door de 13e-eeuwse Ajjoebiden. Zij hebben er 30 gebouwd waarvan 17 de tand des tijds hebben doorstaan, ondanks het feit dat ze allemaal zijn hersteld in de mammelukse en Ottomaanse tijd.

## Bevolking
De bevolking van Hama bestaat met name uit soennitische Arabieren maar heeft daarnaast ook christelijke Arabieren, Arameeërs, Assyriërs en Grieken alsook soennitische Turkomannen als inwoners.

## Geboren
- Ali Farzat (22 juni 1951), cartoonist